# Scottish Championship 2014/15
Die Scottish Championship wurde 2014/15 zum zweiten Mal als zweithöchste Fußball-Spielklasse der Herren in Schottland ausgetragen. Die Liga folgte der erstklassigen Premiership und lag über der League One und Two und war damit eine der vier Ligen in der 2013 gegründeten Scottish Professional Football League. Die Saison wurde von der Scottish Professional Football League geleitet und begann am 9. August 2014. Die Spielzeit endete mit dem 36. Spieltag am 2. Mai 2015. In der Saison 2014/15 traten zehn Klubs in insgesamt 36 Spieltagen gegeneinander an. Jedes Team spielte jeweils zweimal zu Hause und auswärts gegen jedes andere Team.
Als Absteiger aus der letztjährigen Premiership kamen Hibernian Edinburgh und Heart of Midlothian in die Championship, womit erstmals seit 124 Jahren kein einziger Verein aus der schottischen Hauptstadt Edinburgh in der 1. Liga spielte. Das Edinburgh Derby wurde zugleich zum ersten Mal seit deren Erstaustragung in der Saison 1895/96 in der 2. Liga ausgespielt. Als Aufsteiger aus der League One kamen die Glasgow Rangers in die Championship.
Somit wurde die Saison 2014/15 mit einem außergewöhnlich prominenten Teilnehmerfeld ausgespielt. Neben den drei großen Traditionsvereinen Hibernian, Hearts und den Rangers spielten mit den Raith Rovers, Queen of the South und dem FC Livingston drei weitere ehemalige Europapokalteilnehmer sowie der mehrfache Pokalsieger FC Falkirk in der Liga.
Der letztjährige Absteiger aus der Premiership Heart of Midlothian konnte sieben Spieltage vor dem Saisonende den Wiederaufstieg perfekt machen. Torschützenkönig wurde mit 18 Treffern Jason Cummings von Hibernian Edinburgh.

## Vereine

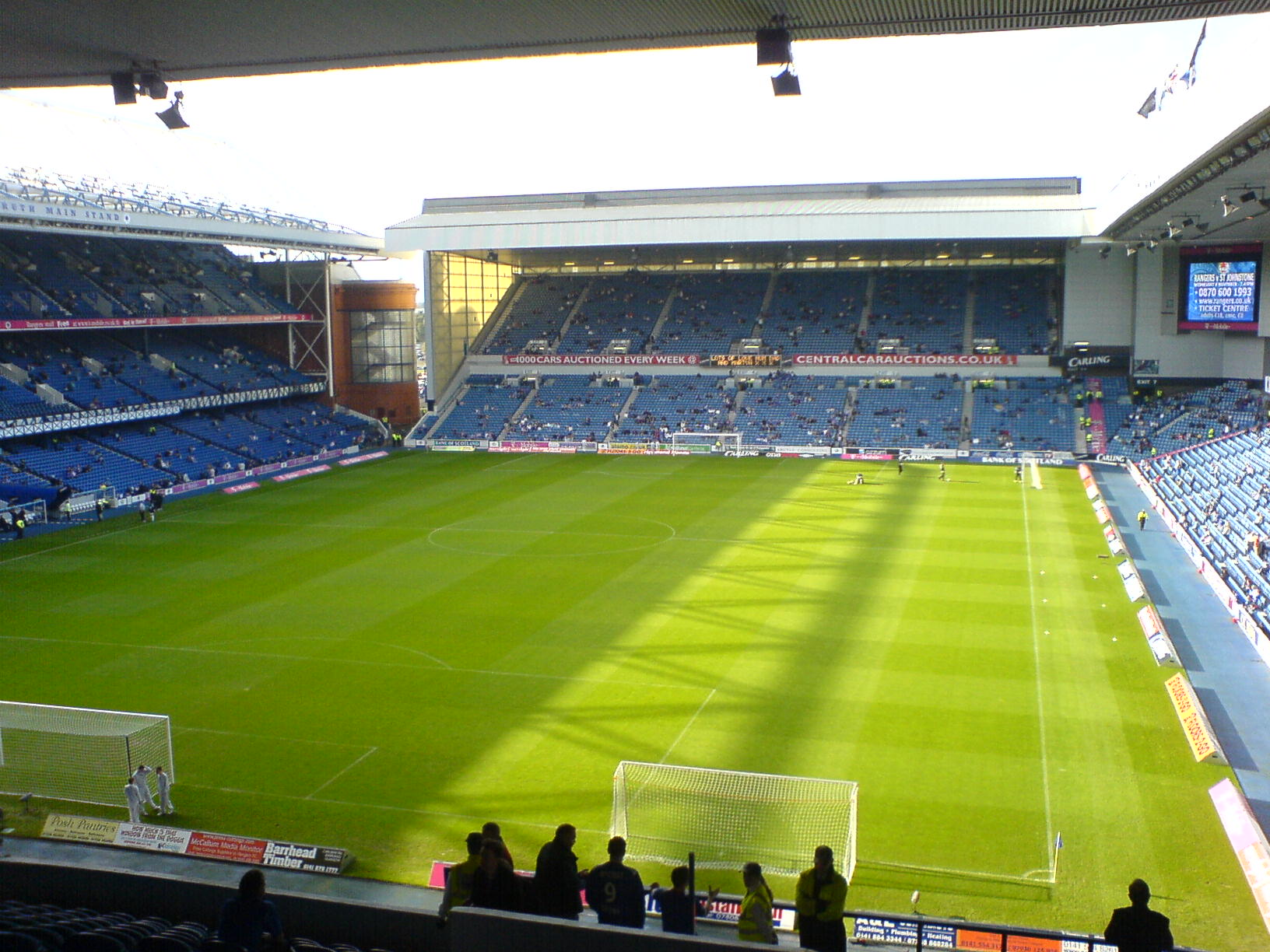
Ibrox Stadium

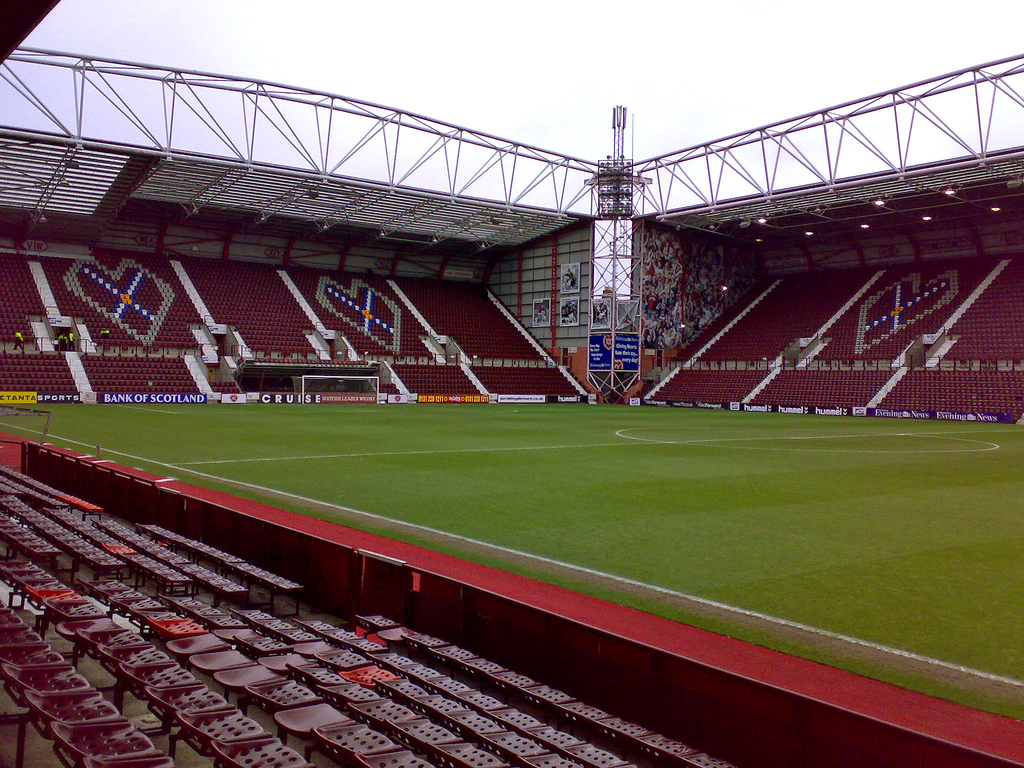
Tynecastle Stadium

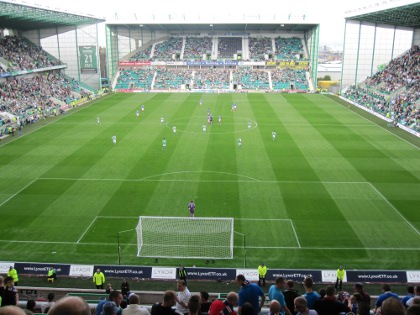
Easter Road

| Verein              | Stadt       | Stadion                    | Kapazität |
| ------------------- | ----------- | -------------------------- | --------- |
| Alloa Athletic      | Alloa       | Recreation Park            | 03.100    |
| FC Cowdenbeath      | Cowdenbeath | Central Park               | 04.370    |
| FC Dumbarton        | Dumbarton   | Dumbarton Football Stadium | 02.020    |
| FC Falkirk          | Falkirk     | Falkirk Stadium            | 09.200    |
| Glasgow Rangers     | Glasgow     | Ibrox Stadium              | 50.987    |
| Heart of Midlothian | Edinburgh   | Tynecastle Stadium         | 18.008    |
| Hibernian Edinburgh | Edinburgh   | Easter Road                | 20.421    |
| FC Livingston       | Livingston  | Almondvale Stadium         | 10.006    |
| Queen of the South  | Dumfries    | Palmerston Park            | 06.412    |
| Raith Rovers        | Kirkcaldy   | Stark’s Park               | 10.104    |

## Statistiken

### Abschlusstabelle
| Pl. | Verein                  | Sp. | S  | U  | N  | Tore    | Diff. | Punkte |
| --- | ----------------------- | --- | -- | -- | -- | ------- | ----- | ------ |
| 1.  | Heart of Midlothian (A) | 36  | 29 | 4  | 3  | 096:260 | +70   | 91     |
| 2.  | Hibernian Edinburgh (A) | 36  | 21 | 7  | 8  | 070:320 | +38   | 70     |
| 3.  | Glasgow Rangers (N)     | 36  | 19 | 10 | 7  | 069:390 | +30   | 67     |
| 4.  | Queen of the South      | 36  | 17 | 9  | 10 | 058:410 | +17   | 60     |
| 5.  | FC Falkirk              | 36  | 14 | 11 | 11 | 048:480 | ±0    | 53     |
| 6.  | Raith Rovers            | 36  | 12 | 7  | 17 | 042:650 | −23   | 43     |
| 7.  | FC Dumbarton            | 36  | 9  | 7  | 20 | 036:790 | −43   | 34     |
| 8.  | FC Livingston 1         | 36  | 8  | 8  | 20 | 041:530 | −12   | 27     |
| 9.  | Alloa Athletic          | 36  | 6  | 9  | 21 | 034:560 | −22   | 27     |
| 10. | FC Cowdenbeath          | 36  | 7  | 4  | 25 | 031:860 | −55   | 25     |

Platzierungskriterien: 1. Punkte – 2. Tordifferenz – 3. geschossene Tore – 4. Direkter Vergleich (Punkte, Tordifferenz, geschossene Tore)
| Saison 2014/15 |

| Zum Saisonende 2013/14 |                               |
| (A)                    | Absteiger aus der Premiership |
| (N)                    | Aufsteiger aus der League One |

## Relegation
Teilnehmer an den Relegationsspielen sind der Neuntplatzierte aus der diesjährigen Championship, Alloa Athletic, sowie die drei Mannschaften aus der League One, der FC Stranraer, Forfar Athletic und Brechin City. Die Sieger der ersten Runde spielen in der letzten Runde um einen Platz für die folgende Scottish Championship-Saison 2015/16.
Erste Runde
Die Spiele wurden am 6. und 9. Mai 2015 ausgetragen.
|                 | Gesamt |                | Hinspiel | Rückspiel |
| --------------- | ------ | -------------- | -------- | --------- |
| Brechin City    | 1:2    | Alloa Athletic | 0:2      | 1:0       |
| Forfar Athletic | 4:1    | FC Stranraer   | 3:0      | 1:1       |

Zweite Runde
Die Spiele werden am 13. und 17. Mai 2015 ausgetragen.
|                 | Gesamt |                | Hinspiel | Rückspiel |
| --------------- | ------ | -------------- | -------- | --------- |
| Forfar Athletic | 3:4    | Alloa Athletic | 3:1      | 0:3       |

## Torschützenliste
| Pl. | Name              | Team                | Tore |
| --- | ----------------- | ------------------- | ---- |
| 01. | Jason Cummings    | Hibernian Edinburgh | 18   |
| 02. | Derek Lyle        | Queen of the South  | 15   |
| 03. | Liam Buchanan     | Alloa Athletic      | 14   |
| 04. | Dominique Malonga | Hibernian Edinburgh | 13   |
| 04. | Gavin Reilly      | Queen of the South  | 13   |
| 6.  | Genero Zeefuik    | Heart of Midlothian | 12   |
| 7.  | James Keatings    | Heart of Midlothian | 11   |
| 7.  | Osman Sow         | Heart of Midlothian | 11   |
| 7.  | Jamie Walker      | Heart of Midlothian | 11   |
| 7.  | Jordan White      | FC Livingston       | 11   |
| 11. | John Baird        | FC Falkirk          | 10   |
| 11. | Nicky Law         | Glasgow Rangers     | 10   |
| 11. | Danny Mullen      | FC Livingston       | 10   |
| 11. | Mark Stewart      | Raith Rovers        | 10   |

## Die Meistermannschaft Heart of Midlothian
(Berücksichtigt wurden Spieler mit mindestens einem Einsatz; in Klammern sind die Einsätze und Tore angegeben)
| Heart of Midlothian | |
| Heart of Midlothian | - Tor: Neil Alexander (29/0), Scott Gallacher (3/0), Jack Hamilton (5/0) - Abwehr: Adam Eckersley (24/2), Jordan McGhee (18/2), Kevin McHattie (14/2), Brad McKay (10/1), Alim Öztürk (33/4), Danny Wilson (31/5) - Mittelfeld: Kenny Anderson (9/1), Prince Buaben (21/4), Nathan Flanagan (1/0), Morgaro Gomis (34/1), Jason Holt (15/2), Sean McKirdy (1/0), Sam Nicholson (29/5), Miguel Pallardó (23/1), Jamie Walker (32/11) - Angriff: Soufian El Hassnaoui (18/4), James Keatings (29/11), Billy King (31/8), Gary Oliver (7/0), Callum Paterson (29/6), Scott Robinson (5/0), Alistair Roy (1/0), Osman Sow (22/11), Género Zeefuik (15/12) - Trainer: Robbie Neilson |